# ريتشارد شتال
ريتشارد شتال (بالإنجليزية: Richard Stahl)‏ هو ممثل أمريكي، ولد في 4 يناير 1932 في الولايات المتحدة، وتوفي بنفس المكان في 18 يونيو 2006 بسبب مرض باركنسون.

## أعمال

### أفلام
- (1970) خمس قطع سهلة

## وصلات خارجية
- ريتشارد شتال على موقع IMDb (الإنجليزية)
- ريتشارد شتال على موقع تيرنر كلاسيك موفيز (الإنجليزية)
- ريتشارد شتال على موقع قاعدة بيانات الفيلم (الإنجليزية)